# Rém
Rém es un pueblo ubicado en el distrito de Jánoshalma, en el condado de Bács-Kiskun, Hungría.

## Superficie
Posee una superficie de 39,93 kilómetros cuadrados.

## Demografía
Hasta 2019 la población era de 1202 habitantes, con una densidad de población de 30,10 habitantes por kilómetro cuadrado.